# Suat Atalık
Suat Atalık (ur. 10 października 1964 w Stambule) – turecki szachista, arcymistrz od 1994 roku. Aktualnie reprezentuje Serbię.

## Kariera szachowa
Jest pierwszym tureckim szachistą, który otrzymał tytuł arcymistrzowski. W swojej karierze odniósł wiele turniejowych sukcesów, zwyciężając bądź dzieląc I miejsce m.in. w Budapeszcie (1992), Satu Mare (1994), Karditsie (1994), Hastings (turniej masters) (1995), Eginie (1996), Pekinie (1996), Ikarii (1997), Ljubljanie (1997), Chicago (1997), Budapeszcie (1998), Ałuszcie (1999), Los Angeles (1999), Böblingen (2000), Nowej Goricy (2000), Podlehniku (2001), Mar del Plata (2003), Baden-Baden (2003), Zenicy (2004, 2005, 2006), Odessie (2004), Puli (2005), Oberwart (2005), Kawali (2005), Berkeley (2005), Wijk aan Zee (2006, turniej C) oraz Antalyi (2006). W roku 2006 zajął również II miejsce (za Michaiłem Gurewiczem) w mistrzostwach Turcji. W 2007 podzielił I miejsca w Cannes, Valjevie i Sarajewie (turniej Bosna B) oraz zdobył złoty medal w mistrzostwach kraju.
W latach 1984–1986 na światowej liście rankingowej notowany był jako reprezentant Francji. W latach 1984–2006 dziewięciokrotnie wystąpił na szachowych olimpiadach (dwukrotnie – 2002, 2004 - w drużynie Bośni i Hercegowiny, z powodu konfliktu z narodową federacją szachową). W swoim dorobku posiada brązowy medal, który zdobył w 1988 r. za indywidualny wynik na I szachownicy. W latach 1997–2007 czterokrotnie wystąpił na drużynowych mistrzostwach Europy (w 2003 w zespole Bośni i Hercegowiny), zdobywając 2 medale: złoty (1997) i brązowy (1999), oba za indywidualne rezultaty na I szachownicy. 
Najwyższy ranking w dotychczasowej karierze osiągnął 1 kwietnia 2006 r., z wynikiem 2632 punktów zajmował wówczas 82. miejsce na światowej liście FIDE, jednocześnie zajmując 2. miejsce (za Michaiłem Gurewiczem) wśród tureckich szachistów.

## Życie prywatne
W listopadzie 2005 roku wziął ślub z rosyjską szachistką Jekateriną Połownikową, mistrzynią Europy z roku 2006.